# Nahverkehr in Fulda
Der öffentliche Personennahverkehr wird in Fulda, dem Oberzentrum Osthessens im Osten der Metropolregion Rhein-Main, vor allem mit Linienbussen im Stadt- und Regionalverkehr, Regionalzügen des Rhein-Main-Verkehrsverbunds (RMV) sowie mit alternativen Bedienformen, wie den Anruf-Sammel-Taxis, sichergestellt.

## Busverkehr
in Fulda verkehren neben den Stadtbussen auch Regionalbusse verschiedener Aufgabenträger. Seit dem Fahrplanwechsel im Dezember 2019 findet eine zunehmende Abstimmung zwischen den Stadtbus- und Regionalbuslinien statt, um Synergieeffekte zu schaffen.

### Stadtbusverkehr
In Fulda gibt es ein Stadtbusnetz aus derzeit zehn Linien, die im Stadtgebiet Fulda verkehren. Da das Stadtgebiet nicht mit den administrativen Grenzen der Stadt Fulda übereinstimmt, verkehren die Stadtbusse auch in Teilen der Gemeinden Großenlüder (Ortsteil Bimbach), Künzell (Ortsteile Engelhelms, Künzell-Bachrain, Pilgerzell), Neuhof (Ortsteil Giesel) sowie in Petersberg (Ortsteile Marbach, Petersberg, Steinau und Steinhaus). Die Gemeinde Eichenzell, die originär auch zum Fuldaer Stadtgebiet gehört, wird nicht durch Stadtbuslinien bedient, sondern durch verschiedene Regionalbuslinien und die Rhönbahn.

#### Geschichte
Spätestens nach der hessischen Gebietsreform in den 1970er Jahren deckte sich das administrative Stadtgebiet Fuldas in weiten Teilen nicht mehr mit dem urbanen Raum rund um den Stadtkern. So sind vor allem Petersberg, Künzell und Eichenzell als Stadtrandgemeinden zu nennen, wobei auch Teile der Gemeinden Großenlüder (Bimbach) und Neuhof (Giesel) zum verdichteten städtischen Raum gehören. Somit fuhren schon damals Stadtbuslinien Orte wie Petersberg oder Pilgerzell an, die nicht zur Stadt Fulda gehören, während Stadtteile vor allem im Westen der Stadt bis ins Jahr 2004 nicht von Stadtbuslinien bedient wurden. Bis zum Fahrplanwechsel im Dezember 2004 gab es zudem den Transity. Dies war ein Kleinbus, der im Zwölf-Minuten-Takt durch die Innenstadt fuhr und dabei größere Parkplätze angebunden hat. Mit dem Nahverkehrsplan, der ab Ende 2004 in Kraft trat, fiel der Transity weg. Ein ähnliches Konzept gibt es heute noch in der Fuldaer Nachbarstadt Hünfeld.

#### Aktuelle Situation
Die dritte Fortschreibung des Nahverkehrsplans der Stadt Fulda ist mit dem Fahrplanwechsel im Dezember 2019 in Kraft getreten. Die Stadtbuslinien verkehren in Fulda und im näheren Umland. Die Linie 6 hat die mit Abstand höchste Nachfrage, Grund dafür ist der Verkehr zur Hochschule.
Zum Fahrplanwechsel im Dezember 2020 wurden die Betriebszeiten der Stadtbuslinien von 23 Uhr auf etwa 1 Uhr nachts in den Nächten von Samstag auf Sonntag ausgeweitet.

#### Linienübersicht
Anhand der auf der Internetpräsenz der RhönEnergie Fulda als durchführendes Unternehmen veröffentlichten Fahrpläne ergeben sich folgende Linienverläufe.
| Linien- nummer | Linienweg | Taktung HVZ     | Taktung SVZ     | Besonderheiten |
| -------------- | --- | --------------- | --------------- | --- |
| 1              | Aschenberg Ost – Horas – Herz-Jesu-Krankenhaus – Frauenberg – Stadtschloss – Universitätsplatz – ZOB – Ochsenwiese – Waidesgrund – Ziehers Nord – Rauschenberg (Haltestelle: Petersberg, Konrad-Adenauer-Schule) | 30              | 60              | keine SVZ-Bedienung des Abschnitts zwischen Stadtschloss und Rauschenberg |
| 2              | Aschenberg West – Horas – Stadtschloss – ZOB – Petersberger Straße – Petersberg Nord – Rauschenberg (Haltestelle: Petersberg, Konrad-Adenauer-Schule)                                                            | 30              | 60              | keine SVZ-Bedienung des Abschnitts zwischen Stadtschloss und Rauschenberg |
| 3              | Bimbach bzw. Trätzhof – Maberzell – Neuenberg – Stadtschloss – Universitätsplatz – ZOB – Ostend – Klinikum West – Ziehers Süd (Künzell, Brandenburger Straße)                                                    | 30              | 60              | Trätzhof in der HVZ im 2-Stunden-Takt, in der SVZ keine Bedienung, Bimbach in der HVZ im 60-Minuten-Takt und in der SVZ im 120-Minuten-Takt |
| 4              | Malkes/Besges/Rodges/IP-West bzw. Oberrode/Mittelrode – Haimbach – Westend/Münsterfeld – Stadtschloss – ZOB – Emaillierwerk – Kinderakademie – Kohlhäuser Feld – Kohlhaus – Kaiserwiesen – Edelzell – Pilgerzell | 30              | 60              | abwechselnde Bedienung der Linienäste Oberrode und Malkes in der HVZ, in der SVZ nahezu ausschließliche Bedienung zwischen Haimbach und Stadtschloss |
| 5              | Giesel/Niederröder Höhe/Niederrode/Sickels – Fulda-Galerie – Neuenberg – Stadtschloss – ZOB – Künzeller Straße – Bachrain – Künzell                                                                              | 30              | 60              | SVZ-Bedienung nur auf dem Abschnitt zwischen Galerie und Künzell; Stadtschloss – Giesel in der HVZ 60-Minuten-Takt, in der SVZ samstags nachmittags und sonntags während der Landesgartenschau 2023 zwischen Stadtschloss und Galerie 30-Minuten-Takt. |
| 6              | Marbach/Steinhaus/Steinau/Götzenhof bzw. Bernhards/Dietershan – Lehnerz – Hochschule – Nordend – ZOB – Fuldaer Stadtschloss – Universitätsplatz – Frankfurter Straße – Kohlhaus – Bronnzell – Fasanerie          | 30              | 60              | abwechselnde Bedienung der Linienäste Marbach und Bernhards in der HVZ, in der SVZ Anbindung von Niesig über Lehnerz; Verstärkerfahrten zwischen Daimler-Benz-Straße und ZOB/Bahnhof (teilweise bis Stadtschloss) während der Lehrveranstaltungen der Hochschule Fulda Seit dem 24.04.2023 wird täglich zwischen 10 Uhr und 17 Uhr Schloss Fasanerie in Eichenzell angefahren. |
| 7              | (Istergiesel –) Zell – Zirkenbach – Harmerz – Johannesberg – Sickels – Stadion – Neuenberg – Stadtschloss – ZOB – Ostend – Kreuzbergstraße – Edelzell – Engelhelms                                               | 30              | 60              | in der SVZ keine Bedienung von Istergiesel |
| 8              | Niesig – Eisweiher – Herz-Jesu-Krankenhaus – ZOB – Stadtschloss – Universitätsplatz – Künzeller Straße – Künzeller Höhe – Klinikum West – Ziehers Süd – An St. Johann                                            | 30              | keine Bedienung | |
| 12             | Stadtschloss – Universitätsplatz – ZOB – Ochsenwiese – Waidesgrund – Ziehers Nord – Rauschenberg – Petersberg Ost (Am Roten Rain)                                                                                | keine Bedienung | 60              | Setzt sich im Wesentlichen aus den HVZ-Linien 1 und 2 in den Abschnitten Stadtschloss – ZOB – Ziehers Nord – Petersberg zusammen. |
| 15             | Stadtschloss – Neuenberg – Haderwaldsiedlung – Galerie | 60              | keine Bedienung | Ersetzt seit dem 24.04.2023 den bisherigen gleich verlaufenden Ast der Linie 5. |
| 16             | Aueweiher – Südend – Universitätsplatz – Stadtschloss – ZOB – Nordend – Hochschule – Daimler-Benz-Straße – Marie-Curie-Straße                                                                                    | 30              | 30              | Ersetzt die ehemaligen Verstärkerfahrten der Linie 6 auf dem Abschnitt Stadtschloss bis Daimler-Benz-Straße mit Verlängerung bis zur neu eingerichteten Haltestelle Marie-Curie-Straße im Gewerbegebiet Lehnerz ab dem Fahrplanwechsel im Dezember 2020. Ab dem Fahrplanwechsel am 24. April 2023 führt die Linie bis zum Aueweiher (Haupteingang Landesgartenschau 2023).     |

### Regionalbuslinien der Lokalen Nahverkehrsgesellschaft Fulda
Im Stadtgebiet Fulda verkehren folgende Regionalbuslinien der LNG Fulda, die auch eine Erschließungsfunktion in diesem Gebiet übernehmen. Nachfolgend wird jedoch nur von einigen Linien der Linienweg in der verdichteten Stadtregion aufgezeigt.
| Liniennummer | Linienweg                                                                                         | Besonderheiten |
| ------------ | ------------------------------------------------------------------------------------------------- | --- |
| 20/21/22     | Petersberg – Waidesgrund – ZOB                                                                    | |
| 30/32/33     | Petersberg, Alte Ziegelei – Petersberger Straße – ZOB                                             | |
| 31           | Künzell – Klinikum Ost – Petersberger Straße – ZOB                                                | |
| 35/36        | Dirlos – Pilgerzell – Dicker Turm – Bachrain – Künzell – Klinikum Ost – Petersberger Straße – ZOB | 30-Minuten-Takt zwischen Dirlos und ZOB in der HVZ                                                                                     |
| 41/42        | Kerzell – Löschenrod – Eichenzell – Bronnzell – Petersberger Straße – ZOB                         | Zeitversetzt. Ergeben zusammen in etwa einen 60-Minuten-Takt, mit Linie 43 zusammen einen 30-Minuten-Takt zwischen Eichenzell und ZOB. |
| 43           | Rothemann – Welkers – Industriepark Rhön – Eichenzell – Bronnzell – ZOB                           | |
| 60           | Mittelrode – Haimbach – Westend (Münsterfeld) – Winfriedschule – ZOB                              | 60-Minuten-Takt, in Mittelrode zeitversetzt mit Linie 4 (angenäherter 30-Minuten-Takt in HVZ)                                          |
| 66           | Bimbach (weiter nach Großenlüder bzw. Lütterz)                                                    | nur Schulverkehr |
| 74/84        | (ZOB) – Marbach (Weiter nach Hünfeld)                                                             | Schulverkehr und Rufbus |
| 90           | ZOB – Ochsenwiese – Nordend – Hochschule – Lehnerz – Götzenhof                                    | Rhön-Rad-Bus, verkehrt ganzjährig samstags und im Sommer sonntags                                                                      |

### Weitere Linien im Fuldaer Stadtgebiet
Weitere Linien im Fuldaer Stadtgebiet lassen sich anhand der Fahrpläne der LNG Fulda ersehen. Nachfolgend wird jedoch nur der relevante Linienverlauf in der Stadt Fulda bzw. im Stadtgebiet Fulda aufgeführt sowie i. d. R. das Fahrtziel.

| Liniennummer | Linienweg                                                                  | Besonderheiten                                                                                |
| ------------ | -------------------------------------------------------------------------- | --------------------------------------------------------------------------------------------- |
| 591          | ZOB – Stadtschloss – Horas – Gläserzell – Kämmerzell – Lüdermünd – Schlitz | RMV-Regionalbuslinie, stellt die Grundbedienung für die nordwestlichen Fuldaer Stadtteile dar |
| 8054         | ZOB – Petersberger Straße – Bad Brückenau                                  | Omnibusverkehr Franken, bei fast allen Fahrten kein innerstädtischer Verkehr in Fulda möglich |

## Schienenverkehr
Darüber hinaus besitzt Fulda einen überregional bedeutsamen ICE-Bahnhof an der Schnellfahrstrecke Hannover–Würzburg, der auch von einigen Linien des Schienenpersonennahverkehrs angefahren wird.
| Liniennummer | Linienweg (nicht alle Halte) | Besonderheiten                                              |
| ------------ | --- | ----------------------------------------------------------- |
| RE50/RB51    | Frankfurt (Main) Hbf – Frankfurt (Main) Süd – Offenbach Hbf – Hanau Hbf – Gelnhausen – Wächtersbach – Schlüchtern – Flieden – Neuhof – Fulda (Hünfeld – Bad Hersfeld – Bebra) | Letzter Halt vor Fulda ist Neuhof (Kr. Fulda) bzw. Hünfeld. |
| RB 5         | Kassel Hbf – Kassel Wilhelmshöhe – Rotenburg a. d. Fulda – Bebra – Bad Hersfeld – Burghaun – Hünfeld – Fulda                                                                  | Letzter Halt vor Fulda ist Hünfeld.                         |
| RB 45        | Limburg (Lahn) – Weilburg – Wetzlar – Gießen – Alsfeld – Lauterbach – Bad Salzschlirf – Großenlüder – Oberbimbach – Fulda                                                     | Letzter Halt vor Fulda ist Oberbimbach.                     |
| RE 5         | Bebra – Bad Hersfeld – Hünfeld – Fulda – Schlüchtern – Bad Soden-Salmünster – Hanau Hbf – Frankfurt (Main) Süd – Frankfurt (Main) Hbf                                         | Letzter Halt vor Fulda ist Hünfeld bzw. Schlüchtern.        |
| RB 52        | Gersfeld (Rhön) – Ried – Lütter – Rönshausen – Welkers – Eichenzell – Fulda                                                                                                   | Letzter Halt vor Fulda ist Eichenzell.                      |

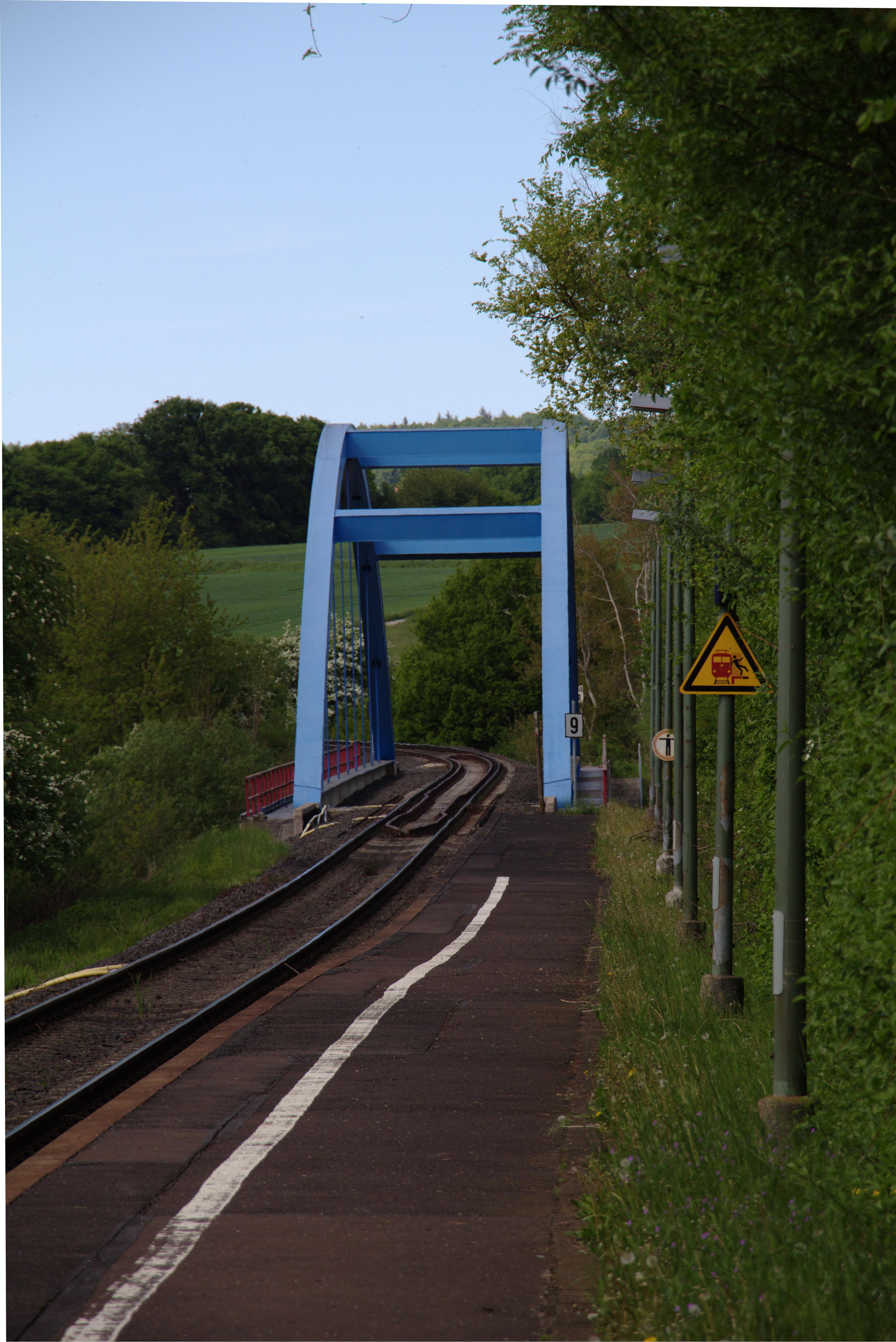
Bahnsteig am Haltepunkt in Bimbach

Weitere Haltepunkte im verdichteten Stadtgebiet um Fulda
| Name des Haltepunkts/Bahnhofs | Ort- bzw. Stadtteil   | Besonderheiten                               |
| ----------------------------- | --------------------- | -------------------------------------------- |
| Oberbimbach                   | Großenlüder-Bimbach   | RB 45                                        |
| Eichenzell                    | Eichenzell            | RB 52                                        |
| Welkers                       | Eichenzell-Welkers    | RB 52. Am Industriepark Rhön.                |
| Rönshausen                    | Eichenzell-Rönshausen | RB 52                                        |
| Lütter                        | Eichenzell-Lütter     | RB 52                                        |
| Götzenhof                     | Petersberg            | aufgelassen                                  |
| Steinau                       | Petersberg-Steinau    | aufgelassen                                  |
| Marbach                       | Petersberg-Marbach    | aufgelassen                                  |
| Bronnzell                     | Fulda-Bronnzell       | Bahnhofsteil von Fulda, keine Bedienung mehr |
| Bronnzell Bad                 | Fulda-Bronnzell       | aufgelassen, am ehemaligen Rhönbad           |
| Maberzell                     | Fulda-Maberzell       | Betriebsbahnhof an der Vogelsbergbahn        |
| Fulda Güterbahnhof            | Fulda                 | -                                            |

## Citybahn Fulda
Im Jahr 2021 verkündete die Fuldaer Zeitung, dass eine City-Bahn mit mehreren Haltestellen im Stadtgebiet Fulda auf den Strecken der Vogelsbergbahn und der Rhönbahn in Erwägung gezogen wird; die zusätzlichen Haltestellen der Rhönbahn scheinen dabei wirtschaftlich nicht tragfähig zu sein.

## Anrufsammeltaxi
Als alternatives Verkehrsmittel ist vor allem das Anrufsammeltaxi auf dem Gebiet der Stadt Fulda zu nennen: Die AT-Linien verkehren in ähnlicher Form wie die tagsüber verkehrenden Stadtbusse montags bis freitags bis etwa 1 Uhr und am Wochenende (Nächte von Freitag auf Samstag und Sonntag bzw. Feiertage) bis ca. 3 Uhr nach Betriebsschluss der Stadtbuslinien. Da einige Linien auf manchen Abschnitten ihren Betrieb mit dem Wechsel von der Haupt- zur Schwachverkehrszeit einstellen, gilt i. d. R. in deren Gebiet schon ab Beginn der Schwachverkehrszeit die AST-Bedienung.
| Liniennummer | Linienweg | Besonderheiten |
| ------------ | --- | --- |
| AT 1         | Stadtschloss – Frauenberg – Aschenberg Ost                                                                          | |
| AT 2         | Stadtschloss – Horas – Aschenberg                                                                                   | |
| AT 3         | Stadtschloss – Neuenberg – Maberzell                                                                                | |
| AT 4         | Stadtschloss – Haimbach                                                                                             | |
| AT 5         | Stadtschloss – Haderwaldsiedlung                                                                                    | |
| AT 6         | Stadtschloss – Universitätsplatz – Frankfurt Straße – Kohlhaus – Bronnzell                                          | |
| AT 7         | Stadtschloss – Fulda-Galerie – Sickels – Zell – Zirkenbach – Harmerz – Johannesberg                                 | |
| AT 8         | Stadtschloss – ZOB – Ostend – Klinikum (Haltestelle West) – Ziehers Süd (Endhaltestelle Walter-Bauer-Straße)        | |
| AT 9         | Stadtschloss – ZOB – Nordend – Hochschule – Lehnerz – Niesig                                                        | |
| AT 10        | Stadtschloss – Universitätsplatz – ZOB – Ochsenwiese – Waidesgrund – Ziehers Nord (Endhaltestelle Von-Galen-Straße) | |
| AT 11        | Stadtschloss – Dietershan – Bernhards                                                                               | |
| AT 12        | Stadtschloss – Horas – Gläserzell – Kämmerzell – Lüdermünd                                                          | Verkehrt auch in den HVZ im 60-Minuten-Takt. Keine zusätzliche Gebühr erforderlich in diesem Zeitraum. Eine Fahrt an Schultagen verkehrt auch ohne telefonische Voranmeldung. |
| AT 13        | Stadtschloss – Trätzhof                                                                                             | |
| AT 14        | Stadtschloss – Haimbach – Rodges – Besges – Malkes                                                                  | |
| AT 15        | Stadtschloss – Mittelrode – Oberrode                                                                                | |
| AT 16        | Stadtschloss – Neuenberg – Stadion – Sickels – Niederrode – Istergiesel                                             | |
| AT 17        | Stadtschloss – Industriepark Fulda-West                                                                             | |
| AT 18        | Stadtschloss – ZOB – Künzeller Straße – Bachmühle – Edelzell                                                        | |

## Haltestellen

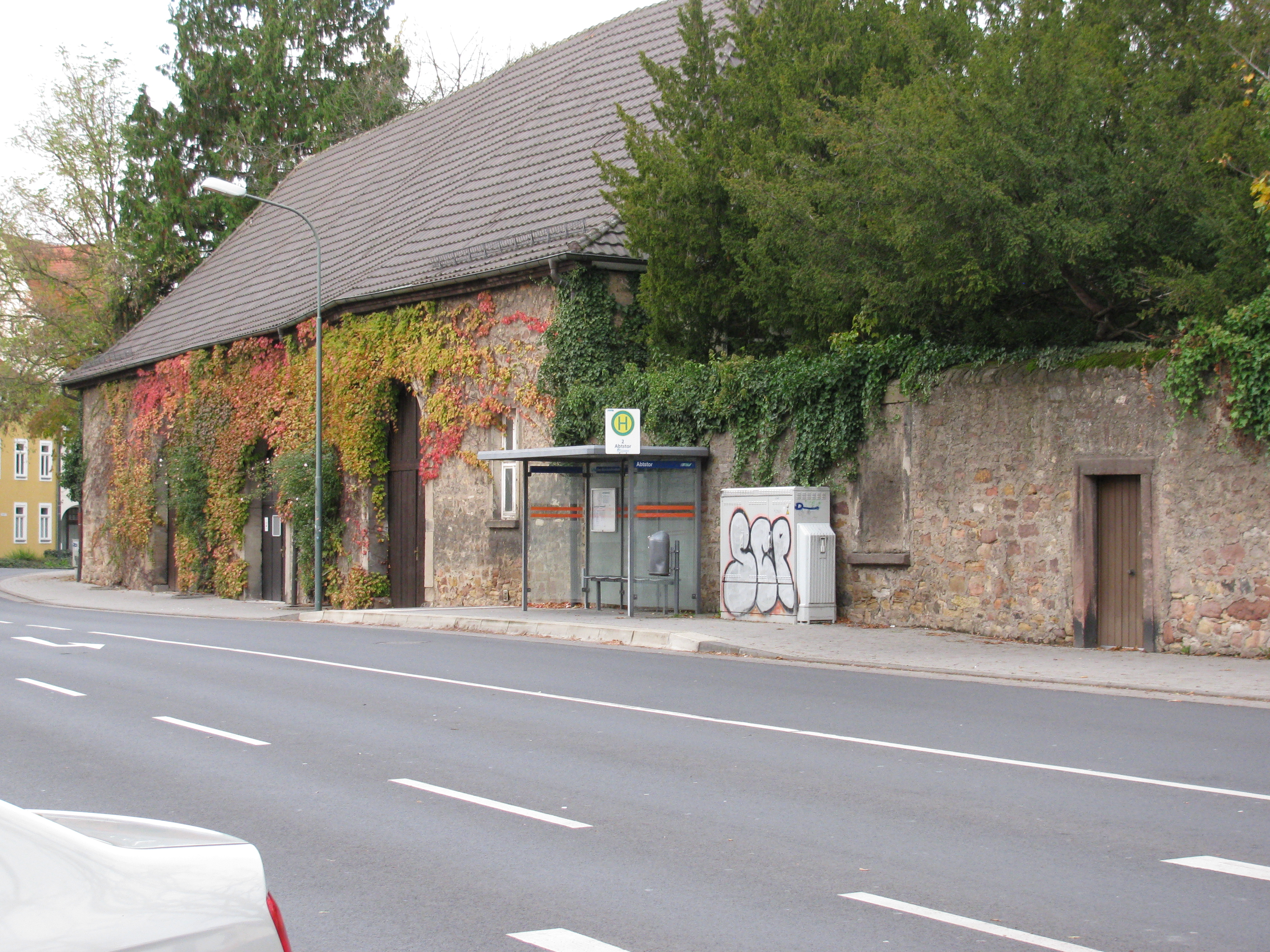
Bushaltestelle Abtstor in Fulda

Die Bushaltestellen in Fulda wurden in unterschiedlichen Bauabschnitten fertig gestellt. Deshalb ist kein einheitliches Erkennungsbild ersichtlich. Einige Haltestellen wurden in der letzten Zeit mit dynamischen Fahrgastinformationen ausgestattet. Die Bushaltestellen im Landkreis Fulda sind i. d. R. einheitlich erstellt worden, sodass in der Fuldaer Agglomeration die Landkreis Bushaltestellen in den die Gebietskörperschaften überschreitenden Gebiet deutlich zu erkennen sind. Die Bahnhöfe und Haltepunkte sind je nach Jahr der Erbauung und teilweise durch Sanierungen in unterschiedlichen Formen ausgebaut.

## Umsteigepunkte
Die am stärksten frequentierten Umsteigepunkte sind der Busbahnhof am namensgebenden Stadtschloss auf dem Heertorplatz sowie der Zentrale Omnibusbahnhof (ZOB) am Bahnhof. Am ZOB ist der Umstieg zwischen den Stadtbus- und Regionalbuslinien sowie zum Schienenverkehr möglich.
Im Nahverkehrsplan der Stadt Fulda wurden die wichtigsten Haltestellen im Stadtgebiet ausgewiesen. Diese sind das „Stadtschloss“ mit rund 11.000 Ein- bzw. Aussteigern am Tag sowie der ZOB am Bahnhof mit etwa 4500 Ein- bzw. Aussteigern am Tag. Die Haltestellen Hochschule und Klinikum sowie Aschenbergplatz werden ebenfalls als stark nachgefragt geführt.
Außerdem besteht mit der Haltestelle Weimarer Straße eine Bedienung des angrenzenden P+R-Platzes. Dort verkehren planmäßig die Linien 2, 5 und 60.
Weitere stark frequentierte Haltestellen, die zudem i. d. R. mit Fahrkartenautomaten ausgestattet sind, sind die Haltestellen Klinikum West und Horas Zentrum.
In Marbach besteht ein Umstieg zur nach Hünfeld verkehrenden Regionalbuslinie 74, deren Fahrten in der Regel als Rufbusfahrten nach Anmeldung durchgeführt werden.
Die meisten Bahnhaltepunkte in der Stadtregion verfügen über keine zugehörige Bushaltestelle, sodass für den Umstieg zwischen Bus und Bahn oft kleinere Fußwege zurückzulegen sind. So sind bspw. am Bahnhaltepunkt Oberbimbach in Bimbach die Bushaltestellen Großenlüder-Bimbach Im Lüdertal (Linie 3) oder Großenlüder-Bimbach Am Sägewerk (Linie 66) in unmittelbarer Umgebung fußläufig erreichbar.
Der Nahverkehrsplan für die Zeit von 2019 bis 2023 empfiehlt weitere Bahnhaltepunkte im Fuldaer Stadtgebiet, z. B. in den Bereichen Hochschule, Münsterfeld und Kaiserwiesen.

## Tarif
Das komplette Tarifgebiet liegt im Gebiet des Rhein-Main-Verkehrsverbundes (RMV).